# Allocosa mirabilis
Allocosa mirabilis là một loài nhện trong họ wolfspinnen (Lycosidae).
Loài này thuộc chi Allocosa. Allocosa mirabilis được Embrik Strand miêu tả năm 1906.